# Директорат камуфляжу
Директорат камуфляжу (англ. Middle East Command Camouflage Directorate; також відомий як Camouflage Unit або Camouflage Branch) — спеціальний підрозділ у Близькосхідному командуванні Великої Британії, що займався маскуванням і проведенням військових обманних операцій у Північноафриканській кампанії Другої світової війни.  
Відомий успішними масштабними операціями, зокрема побудовою бутафорської залізничної гілки під час операції «Крусейдер» та стратегічним обманом в операції «Бертрам». 

## Історія
Майбутній командир підрозділу Джеффрі Баркес воював у Першій світовій війні, а в міжвоєнний період був кінорежисером та продюсером. 1937 року на спаді кінематографічної кар'єри він приєднався до Shell-Mex and BP під керівництво відомого рекламного директора Джека Беддінґтона, який пізніше допоміг йому з військовою кар'єрою камуфлера (спеціаліста з військового камуфляжу): в травні 1940 року Баркес приєднався до Корпусу королівських інженерів, пройшов базову підготовку та курс із маскування.
Іншим видатним діячем був Г'ю Котт, зоолог за фахом, який досліджував мімікрію та контрзатінення. Досліджуючи принципи маскування тварин, він паралельно вивчав можливості застосування деформаційного забарвлення у військовій справі. Зрештою він почав проводити лекції з камуфляжу на прикладах використання його тваринами, а пізніше опинився разом з Баркесом на Близькому Сході.
Наприкінці 1940 року Баркеса з командою відправили до Єгипту. Менше ніж за рік діяльності на Близькому Сході організація перетворилась із маленької дорадчої команди при командуванні на повноцінний підрозділ. У листопаді 1941 року, після значних успіхів у Тобруку, підрозділ налічував 39 офіцерів і 103 інших осіб. Основною робочою силою залишались солдати на місцях і місцеві мешканці.
У листопаді 1941 Джоффрі Баркес заснував у Хелуані табір для навчання і розвитку камуфляжу із Г'ю Коттом у ролі головного інструктора, сам же Баркес отримав посаду «керівника маскуванням» (англ. Director of Camouflage).
У складі Директорату були представники багатьох творчих професій. Сам Баркес порівнював військовий обман з маркетингом, який має аналогічні принципи та завдання: обидва мають створити у глядача певне уявлення, потрібне замовнику, шляхом демонстрації одних речей та приховування інших. Зокрема, до підрозділу належали такі знані особи: художники Стівен Сайкс, Тоні Ертон, артдиректор у кіно Пітер Прауд, скульптор Едвард Копнолл, письменник Джуліан Тревеліан та інші. Одним із найвідоміших є ілюзіоніст Джаспер Маскелайн, про якого після війни було знято декілька фільмів. Утім, оцінки його діяльності є неоднозначними: його мемуари сповнені містифікацій та перебільшень, а з конкретного внеску відомо лише про участь у створенні муляжів і підняття бойового духу розвагами та фокусами.

## Діяльність

### Загальна діяльність
Підрозділ протягом усього часу свого існування проводив курси з маскування в пустелі для солдатів і офіцерів, готував також спеціальні кадри для командувань. Також видавались методичні матеріали з камуфляжу.
Також члени підрозділу безпосередньо допомагали офіцерам із маскуванням під час бойових дій. Наприклад, під час облоги Тобрука Пітер Прауд домігся змін у маскуванні, створивши нову фарбу-пасту, яку можна було наносити на техніку, шоломи, намети абощо та зменшувати їх блиск, що було суттєвою проблемою в пустелі. 

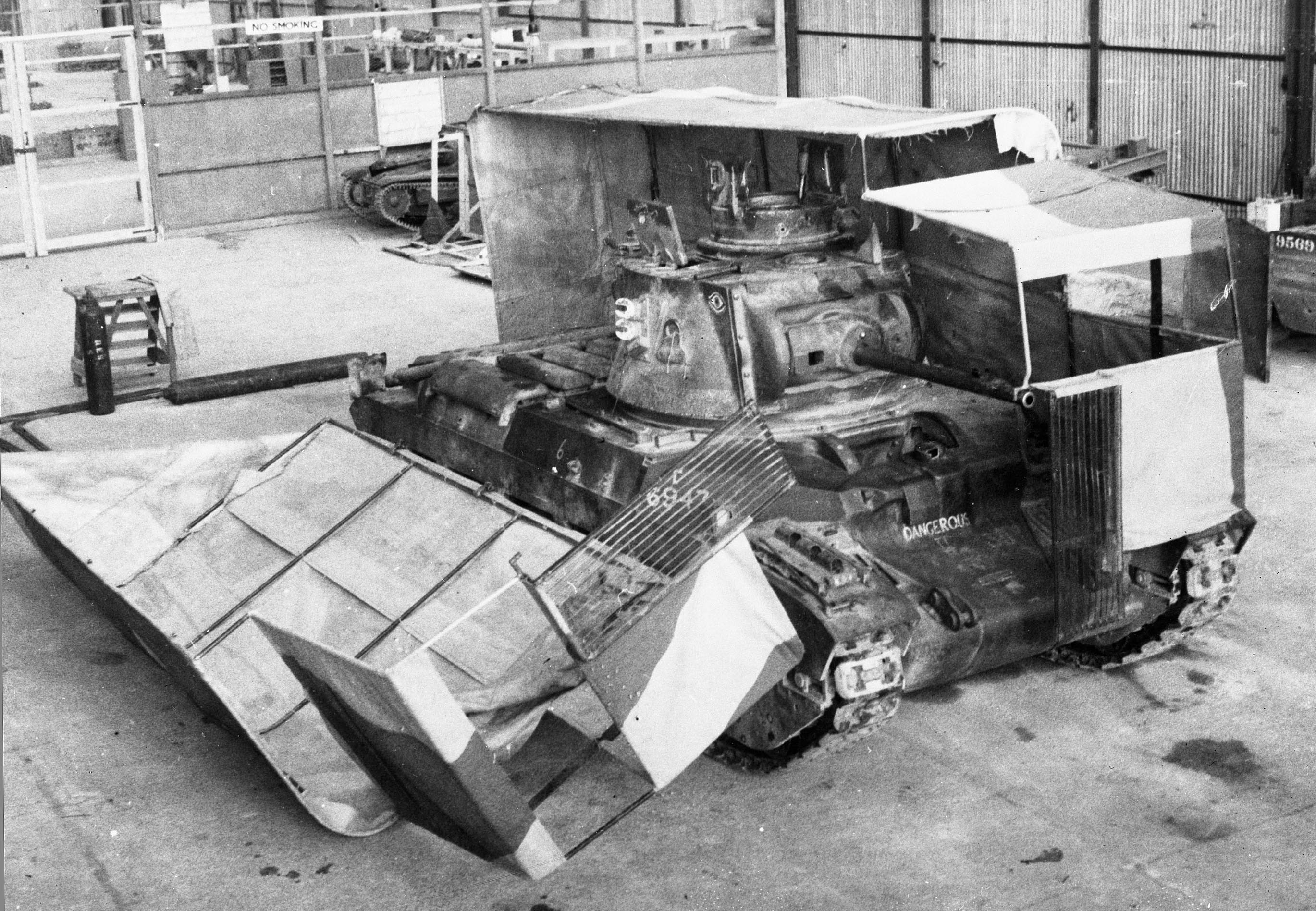
«Козирок» на танку Matilda II в 1941 році

### «Козирки від сонця»
У квітні 1941 командувач Близькосхідного командування генерал Арчибальд Вейвелл висловив припущення, що танки можна замаскувати під вантажівки. Через кілька тижнів, на початку травня, було створено перший прототип, після чого розпочались замовлення на них. Останній варіант «козирка» розділявся навпіл протягом кількох секунд, і танк дуже швидко міг знову виконувати свої прямі завдання. Також за танками волоклись спеціальні засоби, які приховували характерні сліди траків. Ці вироби називали «козирками від сонця» (англ. Sunshield). 
Вони активно застосовувались протягом наступних двох років, а особливого розмаху застосування було під час операції «Бертрам».

### Маскування аеродромів
Маскування військових аеродромів було дуже складним завданням, оскільки вони є великими за розміром та легко впізнаваними за ЗПС, а також ангарами, які відкидали великі чорні тіні. Джон Гаттон і архітектор Моріс Ґрін вирішили малювати на дахах ангарів мурали-тромлеї, що мали видавати їх за житлові квартали. Фарби були імпровізованими та ненадійними — зокрема, вони легко пошкоджувались піщаними бурями, але сама ідея виявилась дієвою: відомо про випадок, коли британський пілот відмовився сідати на аеродромі, оскільки вважав небезпечним сідати в забудові з садами та деревами (звісно, все це було намальованим). Також підрозділ створював повністю бутафорські аеродроми.

### Облога Тобрука
Під час облоги Тобрука у травні — червні 1941 Прауду вдалось приховати танковий підрозділ від прямого спостереження за допомогою великого екрана з маскувальної сітки довжиною 270 метрів, шириною 18 та висотою в 5 метрів. За звітами, німці витратили близько 2000 снарядів та втратили два пікірувальники, сподіваючись знищити екран, але він зазнавав лише несуттєвих ушкоджень.
Пізніше аналогічну споруду використали для складнішого обману. Було споруджено екран, за яким розмістили фальшиві танки, сліди від траків зімітували легкими гусеничними транспортерами. Ще далі стояли муляжі гармат і людей. Німецька артилерія атакувала фальшиві позиції замість справжніх. На цих позиціях імітували також вогонь і дим від влучань, а потім розгорнули димові завіси. Втім, справжню атаку було скасовано в останній момент, тому потенціал обману не розкрився повністю; лише німецькі війська витратили багато зайвих зусиль та кілька тисяч боєприпасів.
Порт Тобрука зазнавав частих бомбардувань з німецького боку. У гавані стояли напівзатоплені після ударів кораблі, натомість важливо було захистити кораблі на плаву, які забезпечували постачання та вогневу підтримку. Остови пошкоджених суден Прауд вирішив зробити основами для маскувальних сіток. Сітки виглядали як продовження землі або портових споруд. 
Пізніше він також зміг замаскувати літаки на аеродромі, дуже вразливому для німецьких нападів. Для наявних трьох винищувачів зробили замасковані укриття. А ще було збудовано новий бутафорський аеродром з імітованими літаками, зенітними гарматами та складами боєприпасів. Німецька авіація атакувала несправжній аеродром.

#### Опріснювальна станція
Одним із найважливіших об'єктів інфраструктури в пустелі була британська опріснювальна станція Тобрука, що забезпечувала війська питною водою — ймовірно, без неї, фортецю довелось би здати. У травні 1941 станція зазнала німецького авіаудару, але не була пошкоджена. Натомість Прауд вирішив створити ілюзію того, що вона недієздатна. На станції було намальовано велику пробоїну (за принципом тромплей) та сліди від шрапнелі, а навколо неї розкидано сміття та вирито кратери. Німецькі літаки-розвідники фіксували нібито знищену споруду, але більше бомбардувань вона не зазнала.

### Бутафорська залізниця
Восени 1941 року перед операцією «Крусейдер» британські війська мали потребу в залізниці для забезпечення військ у районі аеродрому Місхейфа[уточнити переклад], для чого будувалась 112-кілометрова колія від порту через пустелю. Для того, щоб відвернути увагу від справжньої логістичної інфраструктури, Стівен Сайкс запропонував командуванню продовжити колію на ~14 км, але в вигляді муляжу. Ця гілка мала закінчуватись бутафорським терміналом, на якому імітувалось розвантаження танків.
Фальшиву залізницю будували в масштабі 2:3 через брак ресурсів. Частина рейок була взята з залишків після будівництва справжньої залізниці, але в кінці колії рейки імітували зім'ятими бочками з-під пального. Основним будівельним матеріалом для будівництва споруд і вагонів було пальмове гілля. Дим фальшивого паротяга імітували жаровнею, а пошкодження при бомбардуванні імітували вогнями. Станцію прикривали муляжі зенітних гармат, але серед них були дві справжні гармати Bofors зі справжніми гармашами-добровольцями, які відкривали вогонь по німецьких літаках. За словами Джуліана Тревеліана, «муляжі людей носили муляжі припасів, муляжі вантажівок розвантажували муляжі танків, поки муляж локомотива видавав фальшивий дим».
Бутафорська залізниця кілька разів зазнавала бомбардувань німецькими літаками. На захоплених пізніше німецьких картах вона позначалась як справжня. 

### Бутафорський порт
У січні 1941 року Стівен Сайкс побудував бутафорський порт. Для цього він обрав пляж Рас-аль-Гіляль в Киренаїці, на якому раніше планував побудувати великий порт Муссоліні. Про колишні італійські плани нагадувала лише пристань, крім якої більше нічого й не було. Сайкс хотів створити ілюзію того, що порт активно використовується; сама локація була достатньо вразлива для німецької авіації, тож фальшивий порт мав відвернути увагу від більш захищених справжніх. Робота почалась зі створення бутафорських резервуарів для пального та ремонту тунеля. Раз по разу британські кораблі приставали в порту, імітуючи діяльність, а подальші плани містили побудову бутафорських кораблів. Втім, німецький наступ змусив британські сили відступати далеко до Ель-Аламейна, тож порт було знищено британцями при відступі.

### Операція «Бертрам»
Першою (та останньою) операцією Директорату, в якій військовий обман був не тактичним викрутом, а однією з основних складових військової стратегії, була операція «Бертрам» — обманна операція, що проводилась перед наступом, який пізніше став відомим як Друга битва за Ель-Аламейн. Ця операція була надзвичайно масштабною: було залучено тисячі макетів, побудовано значну кількість фальшивих складів і фальшивий водогін. Таким чином вдалось увести в оману німецьке командування щодо часу та місця наступу та численності сил.

### Завершення діяльности
Після завершення Північноафриканської кампанії підрозділ розпався, його учасники опинились у різних інших операціях. Дехто взяв участь у висадці в Італії та пізніших обманних операціях Союзників, дехто залишився в Африці. Переважно вони займались тренуванням особового складу з маскування. Більшість із них були демобілізовані протягом 1944—1945 років і повернулись до своїх мирних справ.
Таким чином, Баркес та його підрозділ були останніми військовими діячами, хто займався повномасштабними операціями з візуального військового обману. Наступні операції, як-от «Барклай», «Фортітьюд», теж були дуже масштабними за розмахом, але основними складовими обману там виступали радіозв'язок і дезінформація, а муляжі та візуальний обман виконували більш тактичні завдання.